# Formel-1-Weltmeisterschaft 2011

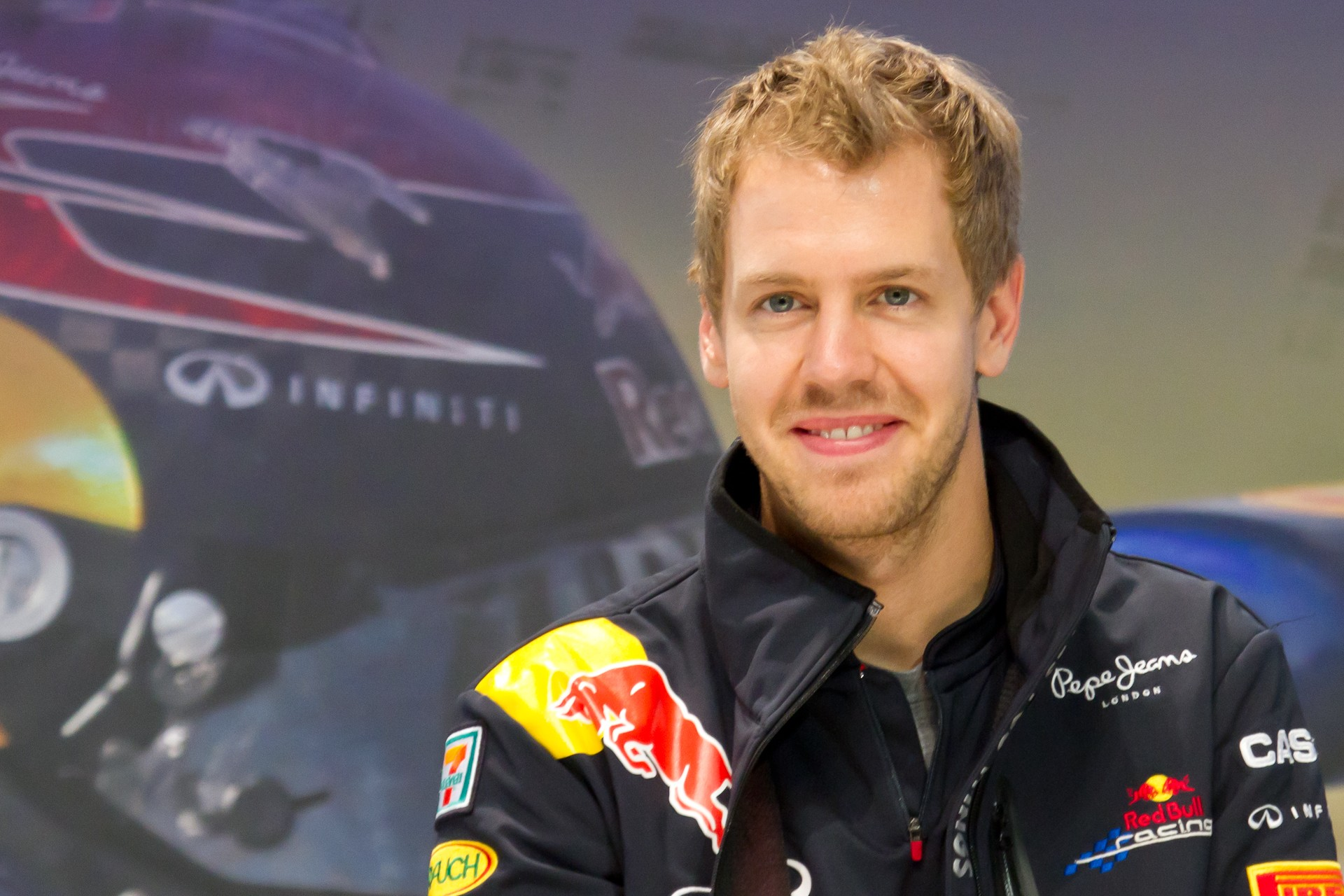
Weltmeister Sebastian Vettel

Die Formel-1-Weltmeisterschaft 2011 war die 62. Saison der Formel-1-Weltmeisterschaft. Sie wurde über 19 Rennen in der Zeit vom 27. März bis zum 27. November ausgetragen. Sebastian Vettel verteidigte in dieser Saison seinen Weltmeistertitel vorzeitig und wurde jüngster zweifacher Weltmeister. Ebenfalls gelang es seinem Rennstall Red Bull Racing mit Mark Webber als zweitem Fahrer vorzeitig den Konstrukteurstitel zu verteidigen.

## Änderungen 2011

### Rennstrecken
Dem Rennkalender der FIA zufolge sollten in der Saison 2011 erstmals insgesamt 20 Rennen ausgetragen werden. Neu war der Große Preis von Indien auf dem Buddh International Circuit. Der Große Preis von Deutschland wechselte gemäß der jährlichen Rotation vom Hockenheimring auf den Nürburgring.
Der Große Preis von Bahrain auf dem Bahrain International Circuit sollte wieder auf der ursprünglichen und kürzeren Streckenvariante gefahren werden. Er wurde jedoch drei Wochen vor dem Rennen aufgrund von politischen Unruhen im Land abgesagt. Die FIA legte auf ihrer Sitzung am 3. Juni 2011 zunächst den 30. Oktober 2011 als Ersatztermin fest, eine Woche später sagte der Vorsitzende des Bahrain International Circuit, Zayed Rasched al-Zayani, jedoch den Bahrain-Grand-Prix für 2011 endgültig ab. Damit umfasste der Rennkalender nur noch 19 Veranstaltungen.

### Reglement

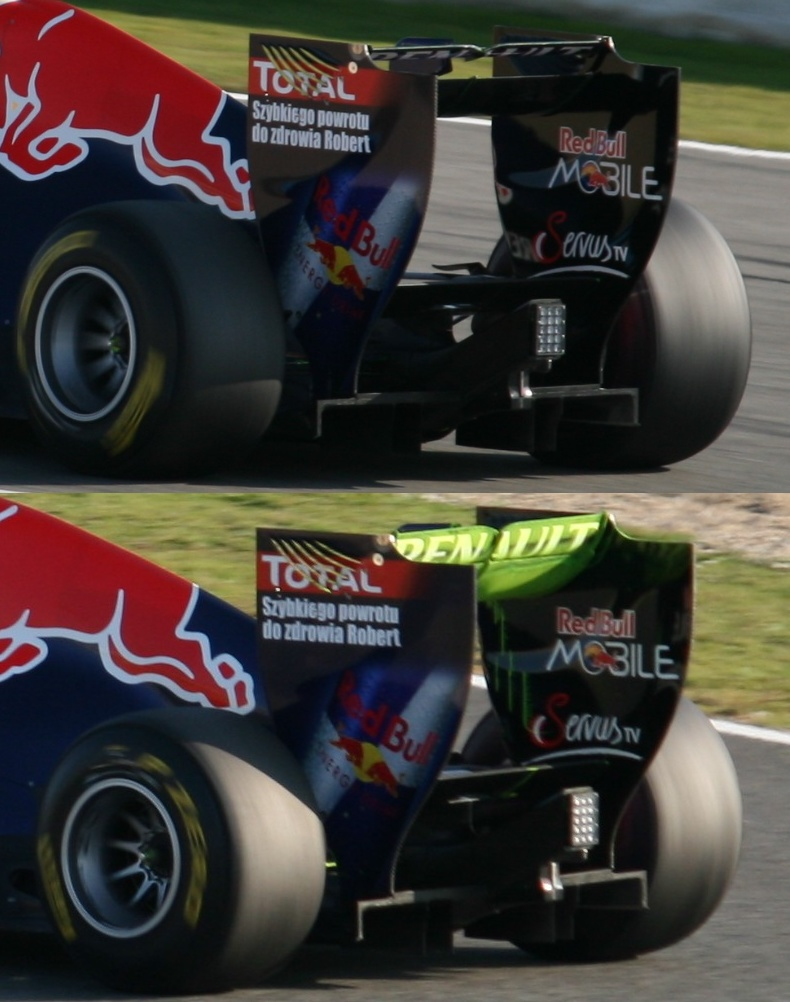
Verstellbarer Heckflügel am Red Bull RB7 (oben geöffnet, unten geschlossen)

Das Mindestgewicht der Fahrzeuge wurde auf 640 kg angehoben. Aerodynamische Hilfsmittel (wie beispielsweise der F-Schacht), die manuell vom Fahrer betätigt oder aktiviert werden können, waren ab der Saison 2011 verboten. Erlaubt war allerdings ein verstellbarer Heckflügel, das Drag Reduction System (DRS). Er durfte vom Fahrer flacher gestellt werden, wenn der Abstand vor vorgegebenen Streckenabschnitten zum vorausfahrenden Fahrer weniger als eine Sekunde betrug. Außerhalb des Rennens war dieses Hilfsmittel überall auf der Strecke erlaubt, es sei denn, es wurde von der FIA aufgrund von Sicherheitsbedenken auf risikoreichen Passagen, wie zum Beispiel in der Eau Rouge in Spa-Francorchamps, verboten. Dies sollte mehr Überholmanöver und einen um bis zu 15 km/h höheren Topspeed ermöglichen. Diese Option wurde beim Einschalten des Hecklichtes („wet track“, nasse Fahrbahn) deaktiviert. Außerdem musste ein Getriebe an fünf statt vier Rennwochenenden eingesetzt werden.
Nachdem sich die FOTA für die vorangegangene Saison auf einen freiwilligen Verzicht von KERS geeinigt hatte, galten ab 2011 wieder die offiziellen FIA-Statuten. Somit konnte KERS von den Teams eingesetzt werden. Auch die alte 107-Prozent-Regel kehrte ins Reglement zurück. Fahrer, die im Qualifying über sieben Prozent langsamer als der Schnellste des ersten Qualifying-Abschnitts (Q1) waren, durften nicht am Rennen teilnehmen. Allerdings gab es die Möglichkeit, dass unter besonderen Umständen ein Start trotzdem genehmigt wurde.
Am 10. Dezember 2010 wurde der Paragraf 39.1 aus dem FIA-Reglement gestrichen. Damit wurde das seit 2003 bestehende Stallorderverbot gekippt. Allerdings existierte nach wie vor Paragraf 151.c, der Handlungen untersagte, die dem Ansehen des Sports schaden. Dies ließ erheblichen Interpretationsspielraum in Sachen Stallorder, was auch kritisiert wurde. In der Saison 2010 erhielt Ferrari wegen einer Stallorder beim Großen Preis von Deutschland eine Geldstrafe.
Die Safety-Car-Regeln wurden zur Saison 2011 ein weiteres Mal modifiziert. Um dem Safety Car das „Einfangen“ des Feldes zu erleichtern, mussten die Fahrer bereits in der letzten Saison ihre Geschwindigkeit nach Ausrufen der Safety-Car-Phase so weit drosseln, dass sich ihre Rundenzeit um mindestens 40 Prozent erhöhte. Diese Geschwindigkeitsbegrenzung galt jetzt für zwei Runden statt einer. Die Ampel am Ende der Boxengasse wurde zudem nur noch bei einer Rennunterbrechung auf rot geschaltet. Bisher wurde die Ampel in jeder Safety-Car-Phase auf rot geschaltet, wenn das Feld über die Start-Ziel-Gerade an der Boxengasse vorbeifuhr. Darüber hinaus mussten Piloten, die in der Safety-Car-Phase an die Box fuhren, einen Reifenwechsel durchführen lassen. Eine Ausnahme bildete der Fall, wenn die Start-Ziel-Gerade blockiert war und die Rennleitung entschied, das Safety Car und das Fahrerfeld durch die Boxengasse fahren zu lassen.
Um eine aerodynamische Wirkung der Auspuffgase auf den Diffusor zu unterbinden, durfte nach einem dreistufig ausgelegten Programm
- seit dem Großen Preis von Europa das Motorenmanagement zwischen Qualifying und Rennen nicht verändert werden,
- seit dem Großen Preis von Großbritannien der Diffusor nicht von „heißen“ Abgasen angeströmt werden (es darf kein Kraftstoff eingespritzt werden),
- ab 2012 der Diffusor nicht von „kalten“ Abgasen angeströmt werden.[10]

### Teams
Lotus löste den bis 2012 gültigen Vertrag mit Cosworth als Motorenlieferant Ende 2010 auf und erhält seit der Saison 2011 Motoren von Renault. Der russische Sportwagenhersteller Marussia übernahm große Anteile an Virgin. Das Unternehmen trat 2011 als Titelsponsor auf und das Team wurde in Marussia Virgin Racing umbenannt. Die luxemburgische Investmentgruppe Genii Capital hat die restlichen Anteile am Renault F1 Team vom französischen Automobilhersteller Renault übernommen und ist nun alleiniger Besitzer des Rennstalls. Zudem stieg die Group Lotus als Titelsponsor ein, worauf das Team den neuen Namen Lotus Renault GP erhielt.
Anfang 2010 schrieb die FIA den Startplatz für ein 13. Formel-1-Team erneut aus. Auf diesen Startplatz bewarben sich Epsilon Euskadi, Durango und Stefan Grand Prix. Daneben hatten sich noch ART Grand Prix und die Cypher-Gruppe beworben, jedoch zogen sie ihre Bewerbungen später zurück. Im Juli wurde bekannt, dass auch der ehemalige Formel-1-Weltmeister Jacques Villeneuve eine Bewerbung abgegeben hatte, die er gemeinsam mit Durango weiterverfolgte. Im September entschied sich die FIA jedoch gegen eine Erweiterung des Starterfeldes.
Während der Saison, im Vorfeld zum Großen Preis von Großbritannien, änderte Ferrari seinen Teamnamen von Scuderia Ferrari Marlboro zurück in Scuderia Ferrari. Die Zigarettenmarke wurde nach Protesten von Anti-Tabak-Organisationen aus dem Namen entfernt.

### Fahrer
Nick Heidfeld verließ Sauber nach der Saison 2010 und war zunächst ohne Cockpit für die Saison 2011. Da sich Renault-Pilot Robert Kubica bei einer Rallye schwer verletzt hatte und längerfristig ausfiel, verpflichtete der Rennstall Heidfeld als Vertretung. In der zweiten Saisonhälfte wurde Heidfeld dann schließlich durch Bruno Senna ersetzt. Außerdem wechselte Vitantonio Liuzzi das Team und nahm 2011 für HRT an der Formel 1 teil. Liuzzi verfügte ursprünglich über einen Vertrag mit seinem ehemaligen Rennstall Force India. Der Vertrag wurde allerdings vor der Saison aufgelöst.
Insgesamt drei Piloten wechselten aus der GP2-Serie in die Formel 1. Pastor Maldonado, der 2010 für das Rapax Team den Meistertitel der GP2-Serie gewonnen hatte, wurde von Williams unter Vertrag genommen. Sergio Pérez, der Vizemeister der GP2-Serie, wechselte vom GP2-Team Barwa Addax zu Sauber. Pérez wurde ab 2011 zudem von Ferrari gefördert. Jérôme D’Ambrosio, der 2010 für DAMS startend Zwölfter der GP2-Serie geworden war, erhielt 2011 ein Stammcockpit bei Virgin. D’Ambrosio hatte bereits 2010 für Virgin an mehreren Freitagstrainings an der Formel 1 teilgenommen. Darüber hinaus erhielt mit Paul di Resta bei Force India ein weiterer Fahrer, der schon an Freitagstrainings teilgenommen hatte, ein Cockpit in der Formel 1. Di Resta war der amtierende Meister der DTM, in der er ein Werkspilot von Mercedes gewesen war. Zum neunten Rennen stieg Daniel Ricciardo parallel zu seinem Engagement in der World Series by Renault bei HRT als Stammpilot in die Formel 1 ein.
Mit Narain Karthikeyan kehrte ein Rennfahrer in die Formel 1 zurück. Karthikeyan war zuletzt 2005 Stammfahrer in der Formel 1. 2010 trat der Rennfahrer in der Superleague Formula an.
Nachdem Nico Hülkenberg sein Williams-Cockpit verloren hatte, übernahm er 2011 die Testfahrer-Position bei Force India. Einen ähnlichen Wechsel vollzog Bruno Senna, der vom HRT-Einsatzpiloten zum Renault-Testfahrer wurde. Er wechselte während der Saison beim Großen Preis von Belgien ins Einsatzcockpit von Renault. Pedro de la Rosa, der Sauber bereits während der Saison 2010 verlassen hatte und zunächst Testfahrer beim Reifenhersteller Pirelli war, kehrte zu McLaren zurück und übernahm erneut die Position des Testfahrers. De la Rosa übte diese Position bereits von 2003 bis 2009 aus. Nachdem Sauber für den Großen Preis von Kanada kurzfristig eine Vertretung für den verletzten Pérez gebraucht hatte, sprang de la Rosa ein und übernahm das Sauber-Cockpit für dieses Grand-Prix-Wochenende. Karun Chandhok, der schon während der Saison 2010 sein HRT-Stammcockpit abgeben musste, war 2011 als Testfahrer von Lotus aktiv. Darüber hinaus nahm er am Großen Preis von Deutschland als Einsatzfahrer teil. Sakon Yamamoto, der Chandhok 2010 bei HRT ersetzte, wechselte als Testfahrer zu Virgin. Lucas di Grassi wechselte von Virgin als Entwicklungsfahrer zum Reifenhersteller Pirelli.
Christian Klien, der 2010 für HRT an drei Formel-1-Rennen teilnahm, wechselte in den Langstreckensport und startete unter anderem beim 24-Stunden-Rennen von Le Mans als Aston-Martin-Werkspilot.

### Reifen
Seit der Saison 2011 liefert Pirelli exklusiv Reifen an die Formel-1-Teams, nachdem der vorherige Exklusivlieferant Bridgestone angekündigt hatte, sich zurückzuziehen. Die Farbe der Reifenbeschriftung kennzeichnet den Reifentyp: Regenreifen (orange), Intermediate (hellblau), Slicks: supersoft (rot), soft (gelb), medium (weiß), hart (silber). Im Fahr- und Langzeitverhalten unterscheiden sich die Reifen von ihren Vorgängern (bauen deutlicher ab); außerdem ist als Zeichen des starken Abriebs an vielen Stellen auf der Strecke mehr Gummi neben der Ideallinie zu sehen als 2010.

## Teams und Fahrer
| Bild                  | Team                                       | Chassis             | Motor                | Reifen | Nr. | Stammfahrer        | Rennen       | Test-/ Ersatzfahrer                                                                          |
| --------------------- | ------------------------------------------ | ------------------- | -------------------- | ------ | --- | ------------------ | ------------ | -------------------------------------------------------------------------------------------- |
| Red Bull RB7          | Red Bull Racing                            | Red Bull RB7        | Renault 2.4 V8       | P      | 01  | Sebastian Vettel   | 1–19         | Daniel Ricciardo Jean-Éric Vergne                                                            |
| Red Bull RB7          | Red Bull Racing                            | Red Bull RB7        | Renault 2.4 V8       | P      | 02  | Mark Webber        | 1–19         | Daniel Ricciardo Jean-Éric Vergne                                                            |
| McLaren MP4-26        | Vodafone McLaren Mercedes                  | McLaren MP4-26      | Mercedes-Benz 2.4 V8 | P      | 03  | Lewis Hamilton     | 1–19         | Gary Paffett Pedro de la Rosa Oliver Turvey                                                  |
| McLaren MP4-26        | Vodafone McLaren Mercedes                  | McLaren MP4-26      | Mercedes-Benz 2.4 V8 | P      | 04  | Jenson Button      | 1–19         | Gary Paffett Pedro de la Rosa Oliver Turvey                                                  |
| Ferrari F150th Italia | Scuderia Ferrari Marlboro Scuderia Ferrari | Ferrari 150º Italia | Ferrari 2.4 V8       | P      | 05  | Fernando Alonso    | 1–19         | Andrea Bertolini Jules Bianchi Giancarlo Fisichella Marc Gené Davide Rigon                   |
| Ferrari F150th Italia | Scuderia Ferrari Marlboro Scuderia Ferrari | Ferrari 150º Italia | Ferrari 2.4 V8       | P      | 06  | Felipe Massa       | 1–19         | Andrea Bertolini Jules Bianchi Giancarlo Fisichella Marc Gené Davide Rigon                   |
| Mercedes MGP W02      | Mercedes GP Petronas F1 Team               | Mercedes MGP W02    | Mercedes-Benz 2.4 V8 | P      | 07  | Michael Schumacher | 1–19         | Sam Bird                                                                                     |
| Mercedes MGP W02      | Mercedes GP Petronas F1 Team               | Mercedes MGP W02    | Mercedes-Benz 2.4 V8 | P      | 08  | Nico Rosberg       | 1–19         | Sam Bird                                                                                     |
| Renault R31           | Lotus Renault GP                           | Renault R31         | Renault 2.4 V8       | P      | 09  | Nick Heidfeld      | 1–11         | Jan Charouz Fairuz Fauzy Romain Grosjean Kevin Korjus Bruno Senna Ho-Pin Tung Robert Wickens |
| Renault R31           | Lotus Renault GP                           | Renault R31         | Renault 2.4 V8       | P      | 09  | Bruno Senna        | 12–19        | Jan Charouz Fairuz Fauzy Romain Grosjean Kevin Korjus Bruno Senna Ho-Pin Tung Robert Wickens |
| Renault R31           | Lotus Renault GP                           | Renault R31         | Renault 2.4 V8       | P      | 10  | Witali Petrow      | 1–19         | Jan Charouz Fairuz Fauzy Romain Grosjean Kevin Korjus Bruno Senna Ho-Pin Tung Robert Wickens |
| Williams FW33         | AT&T Williams                              | Williams FW33       | Cosworth 2.4 V8      | P      | 11  | Rubens Barrichello | 1–19         | Mirko Bortolotti Valtteri Bottas                                                             |
| Williams FW33         | AT&T Williams                              | Williams FW33       | Cosworth 2.4 V8      | P      | 12  | Pastor Maldonado   | 1–19         | Mirko Bortolotti Valtteri Bottas                                                             |
| Force India VJM04     | Force India F1 Team                        | Force India VJM04   | Mercedes-Benz 2.4 V8 | P      | 14  | Adrian Sutil       | 1–19         | Johnny Cecotto jr. Max Chilton Nico Hülkenberg                                               |
| Force India VJM04     | Force India F1 Team                        | Force India VJM04   | Mercedes-Benz 2.4 V8 | P      | 15  | Paul di Resta      | 1–19         | Johnny Cecotto jr. Max Chilton Nico Hülkenberg                                               |
| Sauber C30            | Sauber F1 Team                             | Sauber C30          | Ferrari 2.4 V8       | P      | 16  | Kamui Kobayashi    | 1–19         | Esteban Gutiérrez Fabio Leimer Sergio Pérez                                                  |
| Sauber C30            | Sauber F1 Team                             | Sauber C30          | Ferrari 2.4 V8       | P      | 17  | Sergio Pérez       | 1–6, 8–19    | Esteban Gutiérrez Fabio Leimer Sergio Pérez                                                  |
| Sauber C30            | Sauber F1 Team                             | Sauber C30          | Ferrari 2.4 V8       | P      | 17  | Pedro de la Rosa   | 7            | Esteban Gutiérrez Fabio Leimer Sergio Pérez                                                  |
| Toro Rosso STR6       | Scuderia Toro Rosso                        | Toro Rosso STR6     | Ferrari 2.4 V8       | P      | 18  | Sébastien Buemi    | 1–19         | Kevin Ceccon Stefano Coletti Daniel Ricciardo Jean-Éric Vergne                               |
| Toro Rosso STR6       | Scuderia Toro Rosso                        | Toro Rosso STR6     | Ferrari 2.4 V8       | P      | 19  | Jaime Alguersuari  | 1–19         | Kevin Ceccon Stefano Coletti Daniel Ricciardo Jean-Éric Vergne                               |
| Lotus T128            | Team Lotus                                 | Lotus T128          | Renault 2.4 V8       | P      | 20  | Heikki Kovalainen  | 1–19         | Karun Chandhok Rodolfo González Luiz Razia Alexander Rossi Ricardo Teixeira Davide Valsecchi |
| Lotus T128            | Team Lotus                                 | Lotus T128          | Renault 2.4 V8       | P      | 21  | Jarno Trulli       | 1–9, 11–19   | Karun Chandhok Rodolfo González Luiz Razia Alexander Rossi Ricardo Teixeira Davide Valsecchi |
| Lotus T128            | Team Lotus                                 | Lotus T128          | Renault 2.4 V8       | P      | 21  | Karun Chandhok     | 10           | Karun Chandhok Rodolfo González Luiz Razia Alexander Rossi Ricardo Teixeira Davide Valsecchi |
| HRT F111              | HRT F1 Team                                | HRT F111            | Cosworth 2.4 V8      | P      | 22  | Narain Karthikeyan | 1–8, 17      | Nathanaël Berthon Jan Charouz Dani Clos Narain Karthikeyan                                   |
| HRT F111              | HRT F1 Team                                | HRT F111            | Cosworth 2.4 V8      | P      | 22  | Daniel Ricciardo   | 9–16, 18, 19 | Nathanaël Berthon Jan Charouz Dani Clos Narain Karthikeyan                                   |
| HRT F111              | HRT F1 Team                                | HRT F111            | Cosworth 2.4 V8      | P      | 23  | Vitantonio Liuzzi  | 1–16, 18, 19 | Nathanaël Berthon Jan Charouz Dani Clos Narain Karthikeyan                                   |
| HRT F111              | HRT F1 Team                                | HRT F111            | Cosworth 2.4 V8      | P      | 23  | Daniel Ricciardo   | 17           | Nathanaël Berthon Jan Charouz Dani Clos Narain Karthikeyan                                   |
| Virgin MVR-02         | Marussia Virgin Racing                     | Virgin MVR-02       | Cosworth 2.4 V8      | P      | 24  | Timo Glock         | 1–19         | Charles Pic Adrian Quaife-Hobbs Sakon Yamamoto Robert Wickens                                |
| Virgin MVR-02         | Marussia Virgin Racing                     | Virgin MVR-02       | Cosworth 2.4 V8      | P      | 25  | Jérôme D’Ambrosio  | 1–19         | Charles Pic Adrian Quaife-Hobbs Sakon Yamamoto Robert Wickens                                |

Anmerkungen
1. 1 2 3 4 5 6 7 8 9 10 11 12 13 14 15 16 17 18 19 20 21 22 23 24 25  Dieser Fahrer nahm an den als Young Driver Days bezeichneten Testtagen für diesen Rennstall teil.
2. ↑  Zum neunten Rennwochenende wurde der offizielle Name in Scuderia Ferrari geändert.
3. 1 2 3 4 5 6 7 8 9 10 11 12  Dieser Fahrer wurde von dem Rennstall in mindestens einem freien Training am Freitag eingesetzt.

## Rennkalender
Am 3. November 2010 wurde der Rennkalender von der FIA bestätigt. Das für den 13. März geplante Auftaktrennen, der Große Preis von Bahrain 2011, wurde am 21. Februar wegen politischer Unruhen abgesagt. Am 3. Juni entschied das World Motor Sport Council jedoch das Rennen im Oktober nachzuholen. Am 10. Juni 2011 gab der Vorsitzende des Bahrain International Circuit, Zayed Rasched al-Zayani, bekannt, dass der Bahrain-Grand-Prix für 2011 endgültig abgesagt wird.
| Nr. | Datum         | Grand Prix / Strecke         | Distanz (km) | Sieger                              | Zweiter                             | Dritter                             | Pole- Position                      | Schnellste Rennrunde                | Gesamtführender Fahrer              | Gesamtführender Konstrukteur |
| --- | ------------- | ---------------------------- | ------------ | ----------------------------------- | ----------------------------------- | ----------------------------------- | ----------------------------------- | ----------------------------------- | ----------------------------------- | ---------------------------- |
| 01  | 27. März      | Australien (Melbourne)       | 307,574      | Sebastian Vettel (Red Bull-Renault) | Lewis Hamilton (McLaren-Mercedes)   | Witali Petrow (Renault)             | Sebastian Vettel (Red Bull-Renault) | Felipe Massa (Ferrari)              | Sebastian Vettel (Red Bull-Renault) | Red Bull-Renault             |
| 02  | 10. April     | Malaysia (Sepang)            | 310,408      | Sebastian Vettel (Red Bull-Renault) | Jenson Button (McLaren-Mercedes)    | Nick Heidfeld (Renault)             | Sebastian Vettel (Red Bull-Renault) | Mark Webber (Red Bull-Renault)      | Sebastian Vettel (Red Bull-Renault) | Red Bull-Renault             |
| 03  | 17. April     | China (Shanghai)             | 305,066      | Lewis Hamilton (McLaren-Mercedes)   | Sebastian Vettel (Red Bull-Renault) | Mark Webber (Red Bull-Renault)      | Sebastian Vettel (Red Bull-Renault) | Mark Webber (Red Bull-Renault)      | Sebastian Vettel (Red Bull-Renault) | Red Bull-Renault             |
| 04  | 8. Mai        | Türkei (Istanbul)            | 309,396      | Sebastian Vettel (Red Bull-Renault) | Mark Webber (Red Bull-Renault)      | Fernando Alonso (Ferrari)           | Sebastian Vettel (Red Bull-Renault) | Mark Webber (Red Bull-Renault)      | Sebastian Vettel (Red Bull-Renault) | Red Bull-Renault             |
| 05  | 22. Mai       | Spanien (Montmeló)           | 307,104      | Sebastian Vettel (Red Bull-Renault) | Lewis Hamilton (McLaren-Mercedes)   | Jenson Button (McLaren-Mercedes)    | Mark Webber (Red Bull-Renault)      | Lewis Hamilton (McLaren-Mercedes)   | Sebastian Vettel (Red Bull-Renault) | Red Bull-Renault             |
| 06  | 29. Mai       | Monaco (Monte Carlo)         | 260,520      | Sebastian Vettel (Red Bull-Renault) | Fernando Alonso (Ferrari)           | Jenson Button (McLaren-Mercedes)    | Sebastian Vettel (Red Bull-Renault) | Mark Webber (Red Bull-Renault)      | Sebastian Vettel (Red Bull-Renault) | Red Bull-Renault             |
| 07  | 12. Juni      | Kanada (Montréal)            | 305,270      | Jenson Button (McLaren-Mercedes)    | Sebastian Vettel (Red Bull-Renault) | Mark Webber (Red Bull-Renault)      | Sebastian Vettel (Red Bull-Renault) | Jenson Button (McLaren-Mercedes)    | Sebastian Vettel (Red Bull-Renault) | Red Bull-Renault             |
| 08  | 26. Juni      | Europa (Valencia)            | 308,883      | Sebastian Vettel (Red Bull-Renault) | Fernando Alonso (Ferrari)           | Mark Webber (Red Bull-Renault)      | Sebastian Vettel (Red Bull-Renault) | Sebastian Vettel (Red Bull-Renault) | Sebastian Vettel (Red Bull-Renault) | Red Bull-Renault             |
| 09  | 10. Juli      | Großbritannien (Silverstone) | 306,227      | Fernando Alonso (Ferrari)           | Sebastian Vettel (Red Bull-Renault) | Mark Webber (Red Bull-Renault)      | Mark Webber (Red Bull-Renault)      | Fernando Alonso (Ferrari)           | Sebastian Vettel (Red Bull-Renault) | Red Bull-Renault             |
| 10  | 24. Juli      | Deutschland (Nürburg)        | 308,863      | Lewis Hamilton (McLaren-Mercedes)   | Fernando Alonso (Ferrari)           | Mark Webber (Red Bull-Renault)      | Mark Webber (Red Bull-Renault)      | Lewis Hamilton (McLaren-Mercedes)   | Sebastian Vettel (Red Bull-Renault) | Red Bull-Renault             |
| 11  | 31. Juli      | Ungarn (Mogyoród)            | 306,630      | Jenson Button (McLaren-Mercedes)    | Sebastian Vettel (Red Bull-Renault) | Fernando Alonso (Ferrari)           | Sebastian Vettel (Red Bull-Renault) | Felipe Massa (Ferrari)              | Sebastian Vettel (Red Bull-Renault) | Red Bull-Renault             |
| 12  | 28. August    | Belgien (Spa-Francorchamps)  | 308,052      | Sebastian Vettel (Red Bull-Renault) | Mark Webber (Red Bull-Renault)      | Jenson Button (McLaren-Mercedes)    | Sebastian Vettel (Red Bull-Renault) | Mark Webber (Red Bull-Renault)      | Sebastian Vettel (Red Bull-Renault) | Red Bull-Renault             |
| 13  | 11. September | Italien (Monza)              | 306,720      | Sebastian Vettel (Red Bull-Renault) | Jenson Button (McLaren-Mercedes)    | Fernando Alonso (Ferrari)           | Sebastian Vettel (Red Bull-Renault) | Lewis Hamilton (McLaren-Mercedes)   | Sebastian Vettel (Red Bull-Renault) | Red Bull-Renault             |
| 14  | 25. September | Singapur (Singapur)          | 309,316      | Sebastian Vettel (Red Bull-Renault) | Jenson Button (McLaren-Mercedes)    | Mark Webber (Red Bull-Renault)      | Sebastian Vettel (Red Bull-Renault) | Jenson Button (McLaren-Mercedes)    | Sebastian Vettel (Red Bull-Renault) | Red Bull-Renault             |
| 15  | 9. Oktober    | Japan (Suzuka)               | 307,471      | Jenson Button (McLaren-Mercedes)    | Fernando Alonso (Ferrari)           | Sebastian Vettel (Red Bull-Renault) | Sebastian Vettel (Red Bull-Renault) | Jenson Button (McLaren-Mercedes)    | Sebastian Vettel (Red Bull-Renault) | Red Bull-Renault             |
| 16  | 16. Oktober   | Korea (Yeongam)              | 308,630      | Sebastian Vettel (Red Bull-Renault) | Lewis Hamilton (McLaren-Mercedes)   | Mark Webber (Red Bull-Renault)      | Lewis Hamilton (McLaren-Mercedes)   | Sebastian Vettel (Red Bull-Renault) | Sebastian Vettel (Red Bull-Renault) | Red Bull-Renault             |
| 17  | 30. Oktober   | Indien (Greater Noida)       | 307,249      | Sebastian Vettel (Red Bull-Renault) | Jenson Button (McLaren-Mercedes)    | Fernando Alonso (Ferrari)           | Sebastian Vettel (Red Bull-Renault) | Sebastian Vettel (Red Bull-Renault) | Sebastian Vettel (Red Bull-Renault) | Red Bull-Renault             |
| 18  | 13. November  | Abu Dhabi (Yas-Insel)        | 305,355      | Lewis Hamilton (McLaren-Mercedes)   | Fernando Alonso (Ferrari)           | Jenson Button (McLaren-Mercedes)    | Sebastian Vettel (Red Bull-Renault) | Mark Webber (Red Bull-Renault)      | Sebastian Vettel (Red Bull-Renault) | Red Bull-Renault             |
| 19  | 27. November  | Brasilien (Interlagos)       | 305,909      | Mark Webber (Red Bull-Renault)      | Sebastian Vettel (Red Bull-Renault) | Jenson Button (McLaren-Mercedes)    | Sebastian Vettel (Red Bull-Renault) | Mark Webber (Red Bull-Renault)      | Sebastian Vettel (Red Bull-Renault) | Red Bull-Renault             |

## Rennberichte

### Großer Preis von Australien
| Platz | Fahrer           | Team             | Zeit        |
| ----- | ---------------- | ---------------- | ----------- |
| 1     | Sebastian Vettel | Red Bull-Renault | 1:29:30,259 |
| 2     | Lewis Hamilton   | McLaren-Mercedes | + 22,297    |
| 3     | Witali Petrow    | Renault          | + 30,560    |
| PP    | Sebastian Vettel | Red Bull-Renault | 1:23,529    |
| SR    | Felipe Massa     | Ferrari          | 1:28,947    |

Der Große Preis von Australien auf dem Albert Park Circuit fand am 27. März 2011 statt und ging über eine Distanz von 58 Runden à 5,303 km, was einer Gesamtdistanz von 307,574 km entspricht.
Sebastian Vettel gewann den Saisonauftakt von der Pole-Position startend und musste die Führung nur für drei Runden an Lewis Hamilton, der schließlich Zweiter wurde, abgeben. Witali Petrow erzielte als Dritter seine erste Podest-Platzierung und Paul di Resta holte als Zehnter beim Debüt seinen ersten Punkt in der Formel 1.
Während die ersten drei Piloten im Rennen über weite Strecken alleine fuhren, bildeten sich in den anderen Punkterängen mehrere Duelle mit Positionswechseln auf der Strecke und an der Box.
Nach dem Rennen wurden die Sauber-Piloten Sergio Pérez und Kamui Kobayashi, die auf den Plätzen sieben und acht ins Ziel kamen, disqualifiziert, da ihre Heckflügel illegal waren.
Für beide HRT-Piloten war das Grand-Prix-Wochenende bereits nach dem Qualifying beendet, da sie an der wiedereingeführten 107-Prozent-Regel scheiterten.

### Großer Preis von Malaysia
| Platz | Fahrer           | Team             | Zeit        |
| ----- | ---------------- | ---------------- | ----------- |
| 1     | Sebastian Vettel | Red Bull-Renault | 1:37:39,832 |
| 2     | Jenson Button    | McLaren-Mercedes | + 3,261     |
| 3     | Nick Heidfeld    | Renault          | + 25,075    |
| PP    | Sebastian Vettel | Red Bull-Renault | 1:34,870    |
| SR    | Mark Webber      | Red Bull-Renault | 1:40,571    |

Der Große Preis von Malaysia auf dem Sepang International Circuit fand am 10. April 2011 statt und ging über eine Distanz von 56 Runden à 5,543 km, was einer Gesamtdistanz von 310,408 km entspricht.
Sebastian Vettel gewann das Rennen vor Jenson Button und Nick Heidfeld. Mit dem Sieg baute Vettel die Führung in der Weltmeisterschaft weiter aus.
Vettel behielt die Führung vom Start an und verlor sie nur kurzzeitig nach seinen Boxenstopps. Im restlichen Feld fanden allerdings mehrere Duelle und Positionswechsel statt. Dies lag zum Teil auch daran, dass die Fahrer unterschiedliche Reifenstrategien wählten.
Nach dem Rennen erhielten Fernando Alonso und Lewis Hamilton jeweils eine 20-Sekunden-Zeitstrafe. Alonsos sechster Platz blieb unverändert, Hamilton fiel vom siebten auf den achten Platz zurück. Alonso erhielt die Zeitstrafe, da er im Duell mit Hamilton auf dessen Fahrzeug aufgefahren war, Hamilton wurde für zu häufigen Spurwechsel im Duell gegen Alonso bestraft.

### Großer Preis von China
| Platz | Fahrer           | Team             | Zeit        |
| ----- | ---------------- | ---------------- | ----------- |
| 1     | Lewis Hamilton   | McLaren-Mercedes | 1:36:58,226 |
| 2     | Sebastian Vettel | Red Bull-Renault | + 5,198     |
| 3     | Mark Webber      | Red Bull-Renault | + 7,555     |
| PP    | Sebastian Vettel | Red Bull-Renault | 1:33,706    |
| SR    | Mark Webber      | Red Bull-Renault | 1:38,993    |

Der Große Preis von China auf dem Shanghai International Circuit fand am 17. April 2011 statt und ging über eine Distanz von 56 Runden à 5,451 km, was einer Gesamtdistanz von 305,066 km entspricht.
Lewis Hamilton erzielte seinen ersten Saisonsieg vor Sebastian Vettel und Mark Webber.
Insgesamt führten sechs Fahrer den Grand Prix an. Da die Fahrer unterschiedliche Strategien anwendeten und somit über unterschiedlich gute Reifen verfügten, ereigneten sich im Rennen einige Überholmanöver zwischen den Piloten.
In der Schlussphase des Grand Prix gab es wegen der Reifenunterschiede einige Positionswechsel an der Spitze des Feldes. Hamilton überholte nacheinander Jenson Button, Nico Rosberg und Felipe Massa und lag auf der zweiten Position hinter Vettel. Wenige Runden vor Schluss gelang es ihm, auch Vettel zu überholen und die Führung zu übernehmen. Webber, der vom 18. Startplatz ins Rennen ging, verfügte gegen Rennende ebenfalls über bessere Reifen und schaffte es schließlich, bis auf den dritten Platz vorzufahren.

### Großer Preis der Türkei
| Platz | Fahrer           | Team             | Zeit        |
| ----- | ---------------- | ---------------- | ----------- |
| 1     | Sebastian Vettel | Red Bull-Renault | 1:30:17,558 |
| 2     | Mark Webber      | Red Bull-Renault | + 8,807     |
| 3     | Fernando Alonso  | Ferrari          | + 10,075    |
| PP    | Sebastian Vettel | Red Bull-Renault | 1:25,049    |
| SR    | Mark Webber      | Red Bull-Renault | 1:29,703    |

Der Große Preis der Türkei auf dem Istanbul Park Circuit fand am 8. Mai 2011 statt und ging über eine Distanz von 58 Runden à 5,338 km, was einer Gesamtdistanz von 309,396 km entspricht.
Sebastian Vettel gewann das Rennen vor seinem Teamkollegen Mark Webber und Fernando Alonso.
Das Rennen war durch mehrere Boxenstopps geprägt, da die meisten Piloten auf eine Vier-Stopp-Strategie setzten. Vettel kontrollierte das Rennen von der Pole-Position startend und lag nur eine Runde boxenstoppbedingt nicht in Führung. Während sich Webber und Alonso hinter Vettel um den zweiten Platz duellierten, gab es eine größere Lücke zum vierten Platz.
Wegen unterschiedlicher Reifenniveaus sowie dem Einsatz des Drag Reduction Systems (DRS) ereigneten sich mehrere Überholmanöver im Rennen.

### Großer Preis von Spanien
| Platz | Fahrer           | Team             | Zeit        |
| ----- | ---------------- | ---------------- | ----------- |
| 1     | Sebastian Vettel | Red Bull-Renault | 1:39:03,301 |
| 2     | Lewis Hamilton   | McLaren-Mercedes | + 0,630     |
| 3     | Jenson Button    | McLaren-Mercedes | + 35,697    |
| PP    | Mark Webber      | Red Bull-Renault | 1:20,981    |
| SR    | Lewis Hamilton   | McLaren-Mercedes | 1:26,727    |

Der Große Preis von Spanien auf dem Circuit de Catalunya fand am 22. Mai 2011 statt und ging über eine Distanz von 66 Runden à 4,655 km, was einer Gesamtdistanz von 307,104 km entspricht.
Sebastian Vettel gewann das Rennen vor den McLaren-Piloten Lewis Hamilton und Jenson Button.
Beim Start übernahm Alonso, der vom vierten Platz ins Rennen ging, die Führung und er behauptete diese auch nach den ersten Boxenstopps. Anschließend gelang es Vettel, die Führung zu übernehmen und er fuhr bis zum Ende des Rennens gegen Hamilton um den Sieg. Neben den beiden Führenden kamen nur Button und Mark Webber in der Führungsrunde ins Ziel. Alonso hatte vor allem mit den härteren Reifen Probleme und beendete das Rennen auf dem fünften Platz.
Nick Heidfeld musste, nachdem er im Qualifying wegen eines technischen Defekts nicht angetreten war, vom letzten Startplatz ins Rennen gehen. Er zeigte einige Überholmanöver und kam schließlich auf dem achten Platz ins Ziel. Sergio Pérez, der Neunter wurde, erzielte seine ersten Punkte in der Formel 1.

### Großer Preis von Monaco
| Platz | Fahrer           | Team             | Zeit        |
| ----- | ---------------- | ---------------- | ----------- |
| 1     | Sebastian Vettel | Red Bull-Renault | 2:09:38,373 |
| 2     | Fernando Alonso  | Ferrari          | + 1,138     |
| 3     | Jenson Button    | McLaren-Mercedes | + 2,378     |
| PP    | Sebastian Vettel | Red Bull-Renault | 1:13,556    |
| SR    | Mark Webber      | Red Bull-Renault | 1:16,234    |

Der Große Preis von Monaco auf dem Circuit de Monaco fand am 29. Mai 2011 statt und ging über eine Distanz von 78 Runden à 3,340 km, was einer Gesamtdistanz von 260,520 km entspricht.
Sebastian Vettel gewann das Rennen vor Fernando Alonso und Jenson Button.
Im Qualifying hatte Sergio Pérez einen schweren Unfall, bei dem er sich eine Gehirnerschütterung sowie Prellungen zugezogen hatte. Er fiel infolgedessen für das Rennen aus.
Im Rennen setzten sich Vettel, Button und Alonso frühzeitig vom restlichen Feld ab und fuhren einen großen Vorsprung heraus. Nach einer Safety-Car-Phase zur Rennmitte setzen sich die drei Piloten, die jeweils auf unterschiedlichen Boxenstrategien waren, abermals ab.
In der Schlussphase des Rennens kam es zu einem Unfall von Witali Petrow, der zu einer Rennunterbrechung führte. Petrow wurde zur Sicherheit in ein Krankenhaus gebracht, war aber nicht ernsthaft verletzt.

### Großer Preis von Kanada
| Platz | Fahrer           | Team             | Zeit        |
| ----- | ---------------- | ---------------- | ----------- |
| 1     | Jenson Button    | McLaren-Mercedes | 4:04:39,537 |
| 2     | Sebastian Vettel | Red Bull-Renault | + 2,709     |
| 3     | Mark Webber      | Red Bull-Renault | + 13,828    |
| PP    | Sebastian Vettel | Red Bull-Renault | 1:13,014    |
| SR    | Jenson Button    | McLaren-Mercedes | 1:16,956    |

Der Große Preis von Kanada auf dem Circuit Gilles-Villeneuve fand am 12. Juni 2011 statt und ging über eine Distanz von 70 Runden à 4,361 km, was einer Gesamtdistanz von 305,270 km entspricht.
Jenson Button gewann das Rennen vor Sebastian Vettel und Mark Webber.
Das Rennen wies eine Gesamtdauer von über vier Stunden auf, da heftige Regenfälle zu einer mehr als zweistündigen Unterbrechung des Rennens in der 25. Runde geführt hatten. Danach wurde – wie schon zu Beginn – hinter dem Safety-Car gestartet. Sowohl beim Start als auch beim Restart hatte Pole-Setter Vettel die Führung souverän verteidigt und kontinuierlich ausgebaut. Mit abtrocknender Strecke und einer weiteren von zahlreichen Safety-Car-Phasen gewann das Rennen zum Schluss noch einmal an Spannung. In der letzten Runde konnte Button den Führenden nach einer furiosen Aufholjagd schließlich noch abfangen. Durch zwei Kollisionen und eine Durchfahrtsstrafe war Button insgesamt sechsmal in der Box gewesen und zwischenzeitlich ans Ende des Feldes zurückgefallen, während Vettel nur dreimal zum Reifenwechsel stoppte und das Rennen mit Ausnahme der 20. Runde stets angeführt hatte.
Bei dem Grand Prix wurden einige Rekorde aufgestellt.

### Großer Preis von Europa
| Platz | Fahrer           | Team             | Zeit        |
| ----- | ---------------- | ---------------- | ----------- |
| 1     | Sebastian Vettel | Red Bull-Renault | 1:39:36,169 |
| 2     | Fernando Alonso  | Ferrari          | +10,891     |
| 3     | Mark Webber      | Red Bull-Renault | +27,255     |
| PP    | Sebastian Vettel | Red Bull-Renault | 1:36,975    |
| SR    | Sebastian Vettel | Red Bull-Renault | 1:41,852    |

Der Große Preis von Europa auf dem Valencia Street Circuit fand am 26. Juni 2011 statt und ging über eine Distanz von 57 Runden à 5,419 km, was einer Gesamtdistanz von 308,883 km entspricht.
Sebastian Vettel gewann das Rennen vor Fernando Alonso und Mark Webber.
In einem für die Verhältnisse dieser Saison ereignisarmen Rennen errang Vettel den sechsten Sieg im achten Saisonrennen. Unter Berücksichtigung seiner beiden zweiten Plätze war es der erfolgreichste Saisonstart aller Zeiten eines Formel-1-Fahrers. Lediglich Alonso und Webber lieferten sich über die Boxenstrategie einen engen Kampf um den zweiten Platz.
Es erreichten alle 24 gestarteten Fahrer das Ziel, dies stellt einen neuen Rekord in der Formel-1-Geschichte dar.

### Großer Preis von Großbritannien
| Platz | Fahrer           | Team             | Zeit        |
| ----- | ---------------- | ---------------- | ----------- |
| 1     | Fernando Alonso  | Ferrari          | 1:28:41,196 |
| 2     | Sebastian Vettel | Red Bull-Renault | +16,511     |
| 3     | Mark Webber      | Red Bull-Renault | +16,947     |
| PP    | Mark Webber      | Red Bull-Renault | 1:30,399    |
| SR    | Fernando Alonso  | Ferrari          | 1:34,908    |

Der Große Preis von Großbritannien auf dem Silverstone Circuit fand am 10. Juli 2011 statt und ging über eine Distanz von 52 Runden à 5,891 km, was einer Gesamtdistanz von 306,227 km entspricht.
Fernando Alonso gewann das Rennen vor Sebastian Vettel und Mark Webber. Damit errang er den ersten Saisonsieg für die Scuderia Ferrari.
Das Rennen begann unter nassen Bedingungen. Allerdings trocknete die Strecke während des Rennens ab, sodass die Fahrer noch in der ersten Rennhälfte auf Slicks wechselten.
Vettel übernahm beim Start die Führung von Webber und verlor diese bei einem fehlerhaften Boxenstopp an Alonso. Im weiteren Verlauf des Rennens gelang es ihm nicht, seinen Kontrahenten wieder einzuholen.

### Großer Preis von Deutschland
| Platz | Fahrer          | Team             | Zeit        |
| ----- | --------------- | ---------------- | ----------- |
| 1     | Lewis Hamilton  | McLaren-Mercedes | 1:37:30,334 |
| 2     | Fernando Alonso | Ferrari          | +3,980      |
| 3     | Mark Webber     | Red Bull-Renault | +9,788      |
| PP    | Mark Webber     | Red Bull-Renault | 1:30,079    |
| SR    | Lewis Hamilton  | McLaren-Mercedes | 1:34,302    |

Der Große Preis von Deutschland auf dem Nürburgring fand am 24. Juli 2011 statt und ging über eine Distanz von 60 Runden à 5,148 km, was einer Gesamtdistanz von 308,863 km entspricht.
Lewis Hamilton gewann das Rennen vor Fernando Alonso und Mark Webber. Das Rennen fand durchgängig unter trockenen Bedingungen statt.
Die ersten drei Piloten wechselten im Laufe des Rennens öfter ihre Positionen und lagen größtenteils in Schlagdistanz zu ihren Kontrahenten. Hinter ihnen bildete sich eine größere Lücke und es kamen nur drei weitere Piloten innerhalb der Führungsrunde ins Ziel.
Sebastian Vettel beendete dieses Rennen zum ersten Mal in der Saison nicht auf den ersten zwei Positionen und kam nur auf dem vierten Platz ins Ziel.

### Großer Preis von Ungarn
| Platz | Fahrer           | Team             | Zeit        |
| ----- | ---------------- | ---------------- | ----------- |
| 1     | Jenson Button    | McLaren-Mercedes | 1:46:42,337 |
| 2     | Sebastian Vettel | Red Bull-Renault | + 3,588     |
| 3     | Fernando Alonso  | Ferrari          | + 19,819    |
| PP    | Sebastian Vettel | Red Bull-Renault | 1:19,815    |
| SR    | Felipe Massa     | Ferrari          | 1:23,415    |

Der Große Preis von Ungarn auf dem Hungaroring fand am 31. Juli 2011 statt und ging über eine Distanz von 70 Runden à 4,381 km, was einer Gesamtdistanz von 306,663 km entspricht.
Jenson Button gewann den Grand Prix vor Sebastian Vettel und Fernando Alonso. Es war Buttons 200. Grand-Prix-Start.
Das Rennen war durch wechselnde Wetterbedingungen geprägt. Beim Start war die Strecke so nass, dass die Fahrer auf Intermediates starteten. Anschließend trocknete die Strecke ab und die Fahrer wechselten auf Slicks. In der zweiten Rennhälfte gab es einen weiteren Regenschauer, allerdings brachte ein Wechsel zurück auf Intermediates in dieser Phase keinen Vorteil.
Lewis Hamilton, der die meisten Führungsrunden erzielt hatte, drehte sich in Führung liegend, setzte in der zweiten Rennhälfte auf eine falsche Strategie und musste eine Durchfahrtsstrafe absolvieren. Er kam schließlich auf dem vierten Platz ins Ziel.

### Großer Preis von Belgien
| Platz | Fahrer           | Team             | Zeit        |
| ----- | ---------------- | ---------------- | ----------- |
| 1     | Sebastian Vettel | Red Bull-Renault | 1:26:44,893 |
| 2     | Mark Webber      | Red Bull-Renault | + 3,741     |
| 3     | Jenson Button    | McLaren-Mercedes | + 5,928     |
| PP    | Sebastian Vettel | Red Bull-Renault | 1:48,298    |
| SR    | Mark Webber      | Red Bull-Renault | 1:49,883    |

Der Große Preis von Belgien auf dem Circuit de Spa-Francorchamps fand am 28. August 2011 statt und ging über eine Distanz von 44 Runden à 7,004 km, was einer Gesamtdistanz von 308,052 km entspricht.
Sebastian Vettel gewann das Rennen vor Mark Webber und Jenson Button. Nachdem es in der Anfangsphase mehrere Führungswechsel gegeben hatte, kontrollierte Vettel die Spitzenposition in der zweiten Rennhälfte.
Button und Michael Schumacher, der bei diesem Rennen sein 20-jähriges Formel-1-Jubiläum feierte, machten einige Positionen gut. Button kam vom Platz 13 startend als Dritter ins Ziel, Schumacher verbesserte sich von Platz 24 startend auf die fünfte Position.
Pastor Maldonado erzielte bei diesem Rennen seinen ersten Weltmeisterschaftspunkt.

### Großer Preis von Italien
| Platz | Fahrer           | Team             | Zeit        |
| ----- | ---------------- | ---------------- | ----------- |
| 1     | Sebastian Vettel | Red Bull-Renault | 1:20:46,172 |
| 2     | Jenson Button    | McLaren-Mercedes | + 9,590     |
| 3     | Fernando Alonso  | Ferrari          | + 16,909    |
| PP    | Sebastian Vettel | Red Bull-Renault | 1:22,275    |
| SR    | Lewis Hamilton   | McLaren-Mercedes | 1:26,187    |

Der Große Preis von Italien auf dem Autodromo Nazionale Monza fand am 11. September 2011 statt und ging über eine Distanz von 53 Runden à 5,793 km, was einer Gesamtdistanz von 	306,720 km entspricht.
Sebastian Vettel gewann das Rennen vor Jenson Button und Fernando Alonso.
Vettel verlor die Führung von der Pole-Position startend an Alonso. In der fünften Runde übernahm Vettel die Führung und behielt sie ohne Unterbrechung bis zum Ende des Rennens.
Michael Schumacher lieferte sich über einige Runden ein Duell mit Lewis Hamilton, das Hamilton schließlich für sich entschied. Die beiden Piloten belegten die Plätze vier und fünf.

### Großer Preis von Singapur
| Platz | Fahrer           | Team             | Zeit        |
| ----- | ---------------- | ---------------- | ----------- |
| 1     | Sebastian Vettel | Red Bull-Renault | 1:59:06,757 |
| 2     | Jenson Button    | McLaren-Mercedes | + 1,737     |
| 3     | Mark Webber      | Red Bull-Renault | + 27,542    |
| PP    | Sebastian Vettel | Red Bull-Renault | 1:44,381    |
| SR    | Jenson Button    | McLaren-Mercedes | 1:48,454    |

Der Große Preis von Singapur auf dem Marina Bay Street Circuit fand am 25. September 2011 statt und ging über eine Distanz von 61 Runden à 5,067 km, was einer Gesamtdistanz von 	308,950 km entspricht.
Sebastian Vettel gewann das Rennen vor Jenson Button und Mark Webber. Vettel behielt die Führung durchgängig und erzielte einen Start-Ziel-Sieg. Im Mittelfeld kam es zu einigen Duellen, die zum Teil in Kollisionen endeten.
Vettel und Red Bull-Renault vergrößerten ihren Vorsprung in der Weltmeisterschaft. Vettel benötigte zu diesem Zeitpunkt nur noch einen Punkt, um die Fahrerweltmeisterschaft für sich zu entscheiden.

### Großer Preis von Japan
| Platz | Fahrer           | Team             | Zeit        |
| ----- | ---------------- | ---------------- | ----------- |
| 1     | Jenson Button    | McLaren-Mercedes | 1:30:53,427 |
| 2     | Fernando Alonso  | Ferrari          | + 1,160     |
| 3     | Sebastian Vettel | Red Bull-Renault | + 2,006     |
| PP    | Sebastian Vettel | Red Bull-Renault | 1:30,466    |
| SR    | Jenson Button    | McLaren-Mercedes | 1:36,568    |

Der Große Preis von Japan auf dem Suzuka International Racing Course fand am 9. Oktober 2011 statt und ging über eine Distanz von 53 Runden à 5,807 km, was einer Gesamtdistanz von 	307,573 km entspricht.
Jenson Button gewann das Rennen vor Fernando Alonso und Sebastian Vettel.
Das Rennen war durch einige Duelle und Positionswechsel geprägt. Zunächst führte Vettel das Rennen an, bis er im mittleren Rennabschnitt die Führung an Button verlor. In der Schlussphase rückten die vorderen Piloten näher zusammen, zu Verschiebungen kam es allerdings nicht mehr.
Vettel reichte der dritte Platz, um die Fahrerweltmeisterschaft vorzeitig für sich zu entscheiden. Er wurde damit zum jüngsten zweifachen Weltmeister der Formel 1.

### Großer Preis von Korea
| Platz | Fahrer           | Team             | Zeit        |
| ----- | ---------------- | ---------------- | ----------- |
| 1     | Sebastian Vettel | Red Bull-Renault | 1:38:01,994 |
| 2     | Lewis Hamilton   | McLaren-Mercedes | + 12,019    |
| 3     | Mark Webber      | Red Bull-Renault | + 12,477    |
| PP    | Lewis Hamilton   | McLaren-Mercedes | 1:35,820    |
| SR    | Sebastian Vettel | Red Bull-Renault | 1:39,605    |

Der Große Preis von Korea auf dem Korean International Circuit fand am 16. Oktober 2011 statt und ging über eine Distanz von 55 Runden à 5,615 km, was einer Gesamtdistanz von 308,630 km entspricht.
Sebastian Vettel gewann den Grand Prix vor Lewis Hamilton und Mark Webber.
Vettel übernahm von Platz zwei startend in der Anfangsphase des Rennens die Führung von Hamilton und blieb anschließend stets vor ihm.
Red Bull-Renault entschied bei diesem Rennen die Konstrukteursweltmeisterschaft vorzeitig für sich.

### Großer Preis von Indien
| Platz | Fahrer           | Team             | Zeit        |
| ----- | ---------------- | ---------------- | ----------- |
| 1     | Sebastian Vettel | Red Bull-Renault | 1:30:35,002 |
| 2     | Jenson Button    | McLaren-Mercedes | + 8,433     |
| 3     | Fernando Alonso  | Ferrari          | + 24,301    |
| PP    | Sebastian Vettel | Red Bull-Renault | 1:24,178    |
| SR    | Sebastian Vettel | Red Bull-Renault | 1:27,249    |

Der Große Preis von Indien auf dem Buddh International Circuit fand am 30. Oktober 2011 statt und ging über eine Distanz von 60 Runden à 5,125 km, was einer Gesamtdistanz von 307,249 km entspricht.
Sebastian Vettel gewann das Rennen vor Jenson Button und Fernando Alonso.
Vettel führte das Rennen von der Pole-Position startend durchgängig an und fuhr zudem die schnellste Rennrunde. Damit erzielte er einen Grand Slam.

### Großer Preis von Abu Dhabi
| Platz | Fahrer           | Team             | Zeit        |
| ----- | ---------------- | ---------------- | ----------- |
| 1     | Lewis Hamilton   | Mclaren-Mercedes | 1:37:11,886 |
| 2     | Fernando Alonso  | Ferrari          | + 8,457     |
| 3     | Jenson Button    | Mclaren-Mercedes | + 25,881    |
| PP    | Sebastian Vettel | Red Bull-Renault | 1:38,481    |
| SR    | Mark Webber      | Red Bull-Renault | 1:42,612    |

Der Große Preis von Abu Dhabi auf dem Yas Marina Circuit fand am 13. November 2011 statt und ging über eine Distanz von 55 Runden à 5,554 km, was einer Gesamtdistanz von 	305,470 km entspricht.
Lewis Hamilton gewann das Rennen vor Fernando Alonso und Jenson Button.
Der von der Pole-Position startende Sebastian Vettel fiel in der ersten Runde aus, da er einen Reifenschaden in den ersten Kurven erlitten hatte. Hamilton führte das Rennen anschließend boxenstoppbereinigt durchgängig an.
Mark Webber erzielte zum sechsten Mal die schnellste Runde und sicherte sich damit vorzeitig den DHL Fastest Lap Award.

### Großer Preis von Brasilien
| Platz | Fahrer           | Team             | Zeit        |
| ----- | ---------------- | ---------------- | ----------- |
| 1     | Mark Webber      | Red Bull-Renault | 1:32:17,464 |
| 2     | Sebastian Vettel | Red Bull-Renault | + 16,983    |
| 3     | Jenson Button    | McLaren-Mercedes | + 27,638    |
| PP    | Sebastian Vettel | Red Bull-Renault | 1:11,918    |
| SR    | Mark Webber      | Red Bull-Renault | 1:15,324    |

Der Große Preis von Brasilien auf dem Autódromo José Carlos Pace fand am 27. November 2011 statt und ging über eine Distanz von 71 Runden à 4,309 km, was einer Gesamtdistanz von 305,909 km entspricht.
Sebastian Vettel sicherte sich im Qualifying seine 15. Pole-Position der Saison und brach damit den Rekord von Nigel Mansell aus der Saison 1992. Mansell hatte einst 14 Pole-Positions aus 16 Rennen erzielt.
Mark Webber erzielte bei diesem Rennen seinen ersten Saisonsieg vor Vettel und Jenson Button.
Vettel behielt die Führung beim Start, hatte aber im Rennen Probleme mit seinem Getriebe, weshalb er Webber nicht hinter sich halten konnte.

## Qualifyingduelle
Diese Tabelle zeigt, welche Fahrer im jeweiligen Team die besseren Platzierungen im Qualifying erreicht haben.
| Fahrer               | :                | Fahrer           |
| Red Bull-Renault     | Red Bull-Renault | Red Bull-Renault |
| -------------------- | ---------------- | ---------------- |
| Sebastian Vettel     | 16:3             | Mark Webber      |
| McLaren-Mercedes     |                  |                  |
| Lewis Hamilton       | 13:6             | Jenson Button    |
| Ferrari              |                  |                  |
| Fernando Alonso      | 15:4             | Felipe Massa     |
| Mercedes             |                  |                  |
| Michael Schumacher   | 3:16             | Nico Rosberg     |
| Renault              |                  |                  |
| Nick Heidfeld        | 3:8              | Witali Petrow    |
| Bruno Senna          | 4:4              | Witali Petrow    |
| Williams-Cosworth    |                  |                  |
| Rubens Barrichello   | 10:9             | Pastor Maldonado |
| Force India-Mercedes |                  |                  |
| Adrian Sutil         | 10:9             | Paul di Resta    |

| Fahrer             | :              | Fahrer            |
| Sauber-Ferrari     | Sauber-Ferrari | Sauber-Ferrari    |
| ------------------ | -------------- | ----------------- |
| Kamui Kobayashi    | 7:11           | Sergio Pérez      |
| Kamui Kobayashi    | 1:0            | Pedro de la Rosa  |
| Toro Rosso-Ferrari |                |                   |
| Sébastien Buemi    | 12:7           | Jaime Alguersuari |
| Lotus-Renault      |                |                   |
| Heikki Kovalainen  | 16:2           | Jarno Trulli      |
| Heikki Kovalainen  | 1:0            | Karun Chandhok    |
| HRT-Cosworth       |                |                   |
| Narain Karthikeyan | 0:7            | Vitantonio Liuzzi |
| Daniel Ricciardo   | 4:6            | Vitantonio Liuzzi |
| Narain Karthikeyan | 0:1            | Daniel Ricciardo  |
| Virgin-Cosworth    |                |                   |
| Timo Glock         | 14:5           | Jérôme D’Ambrosio |

Anmerkungen
1. ↑  HRT nahm am Qualifying zum Großen Preis von Monaco aufgrund technischer Probleme nicht teil.

## Rennduelle
Diese Tabelle zeigt, welche Fahrer im jeweiligen Team die bessere Platzierungen im Rennen erreicht haben. Sollte aus einem Team in einem Rennen kein Fahrer in die Wertung gekommen sein, wird dies als 0:0 gewertet.
| Fahrer               | :                | Fahrer           |
| Red Bull-Renault     | Red Bull-Renault | Red Bull-Renault |
| -------------------- | ---------------- | ---------------- |
| Sebastian Vettel     | 16:3             | Mark Webber      |
| McLaren-Mercedes     |                  |                  |
| Lewis Hamilton       | 9:10             | Jenson Button    |
| Ferrari              |                  |                  |
| Fernando Alonso      | 16:3             | Felipe Massa     |
| Mercedes             |                  |                  |
| Michael Schumacher   | 7:11             | Nico Rosberg     |
| Renault              |                  |                  |
| Nick Heidfeld        | 6:5              | Witali Petrow    |
| Bruno Senna          | 3:5              | Witali Petrow    |
| Williams-Cosworth    |                  |                  |
| Rubens Barrichello   | 11:6             | Pastor Maldonado |
| Force India-Mercedes |                  |                  |
| Adrian Sutil         | 11:8             | Paul di Resta    |

| Fahrer             | :              | Fahrer            |
| Sauber-Ferrari     | Sauber-Ferrari | Sauber-Ferrari    |
| ------------------ | -------------- | ----------------- |
| Kamui Kobayashi    | 10:6           | Sergio Pérez      |
| Kamui Kobayashi    | 1:0            | Pedro de la Rosa  |
| Toro Rosso-Ferrari |                |                   |
| Sébastien Buemi    | 8:10           | Jaime Alguersuari |
| Lotus-Renault      |                |                   |
| Heikki Kovalainen  | 10:6           | Jarno Trulli      |
| Heikki Kovalainen  | 1:0            | Karun Chandhok    |
| HRT-Cosworth       |                |                   |
| Narain Karthikeyan | 2:4            | Vitantonio Liuzzi |
| Daniel Ricciardo   | 6:3            | Vitantonio Liuzzi |
| Narain Karthikeyan | 1:0            | Daniel Ricciardo  |
| Virgin-Cosworth    |                |                   |
| Timo Glock         | 10:9           | Jérôme D’Ambrosio |

## Weltmeisterschaftswertungen

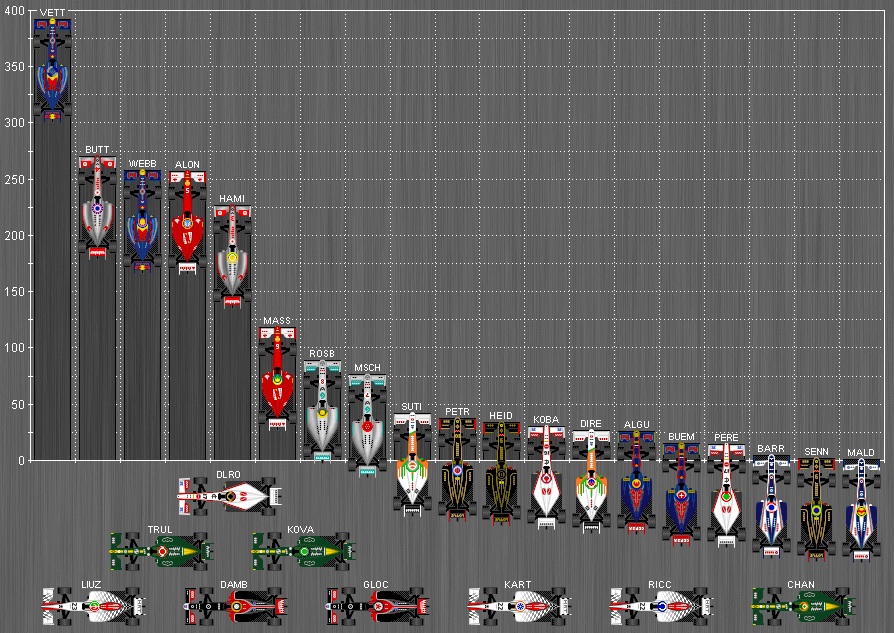
Fahrerwertung der Formel-1-Saison 2011

Weltmeister wird derjenige Fahrer bzw. Konstrukteur, der bis zum Saisonende am meisten Punkte in der Weltmeisterschaft angesammelt hat. Bei der Punkteverteilung werden die Platzierungen im Gesamtergebnis des jeweiligen Rennens berücksichtigt. Die zehn erstplatzierten Fahrer jedes Rennens erhalten Punkte nach folgendem Schema:
| Punkteverteilung | Punkteverteilung | Punkteverteilung | Punkteverteilung | Punkteverteilung | Punkteverteilung | Punkteverteilung | Punkteverteilung | Punkteverteilung | Punkteverteilung | Punkteverteilung |
| ---------------- | ---------------- | ---------------- | ---------------- | ---------------- | ---------------- | ---------------- | ---------------- | ---------------- | ---------------- | ---------------- |
| Platz            | 1                | 2                | 3                | 4                | 5                | 6                | 7                | 8                | 9                | 10               |
| Punkte           | 25               | 18               | 15               | 12               | 10               | 8                | 6                | 4                | 2                | 1                |

### Fahrerwertung
| Pos. | Fahrer         | Konstrukteur         |     |      |     |     |     |      |      |    |     |     |     |     |     |      |     |     |     |     |     | Punkte |
| ---- | -------------- | -------------------- | --- | ---- | --- | --- | --- | ---- | ---- | -- | --- | --- | --- | --- | --- | ---- | --- | --- | --- | --- | --- | ------ |
| 01   | S. Vettel      | Red Bull-Renault     | 1   | 1    | 2   | 1   | 1   | 1    | 2    | 1  | 2   | 4   | 2   | 1   | 1   | 1    | 3   | 1   | 1   | DNF | 2   | 392    |
| 02   | J. Button      | McLaren-Mercedes     | 6   | 2    | 4   | 6   | 3   | 3    | 1    | 6  | DNF | DNF | 1   | 3   | 2   | 2    | 1   | 4   | 2   | 3   | 3   | 270    |
| 03   | M. Webber      | Red Bull-Renault     | 5   | 4    | 3   | 2   | 4   | 4    | 3    | 3  | 3   | 3   | 5   | 2   | DNF | 3    | 4   | 3   | 4   | 4   | 1   | 258    |
| 04   | F. Alonso      | Ferrari              | 4   | 6    | 7   | 3   | 5   | 2    | DNF  | 2  | 1   | 2   | 3   | 4   | 3   | 4    | 2   | 5   | 3   | 2   | 4   | 257    |
| 05   | L. Hamilton    | McLaren-Mercedes     | 2   | 8    | 1   | 4   | 2   | 6    | DNF  | 4  | 4   | 1   | 4   | DNF | 4   | 5    | 5   | 2   | 7   | 1   | DNF | 227    |
| 06   | F. Massa       | Ferrari              | 7   | 5    | 6   | 11  | DNF | DNF  | 6    | 5  | 5   | 5   | 6   | 8   | 6   | 9    | 7   | 6   | DNF | 5   | 5   | 118    |
| 07   | N. Rosberg     | Mercedes             | DNF | 12   | 5   | 5   | 7   | 11   | 11   | 7  | 6   | 7   | 9   | 6   | DNF | 7    | 10  | 8   | 6   | 6   | 7   | 89     |
| 08   | M. Schumacher  | Mercedes             | DNF | 9    | 8   | 12  | 6   | DNF  | 4    | 17 | 9   | 8   | DNF | 5   | 5   | DNF  | 6   | DNF | 5   | 7   | 15  | 76     |
| 09   | A. Sutil       | Force India-Mercedes | 9   | 11   | 15  | 13  | 13  | 7    | DNF  | 9  | 11  | 6   | 14  | 7   | DNF | 8    | 11  | 11  | 9   | 8   | 6   | 42     |
| 10   | W. Petrow      | Renault              | 3   | *17* | 9   | 8   | 11  | DNF  | 5    | 15 | 12  | 10  | 12  | 9   | DNF | 17   | 9   | DNF | 11  | 13  | 10  | 37     |
| 11   | N. Heidfeld    | Renault              | 12  | 3    | 12  | 7   | 8   | 8    | DNF  | 10 | 8   | DNF | DNF |     |     |      |     |     |     |     |     | 34     |
| 12   | K. Kobayashi   | Sauber-Ferrari       | DSQ | 7    | 10  | 10  | 10  | 5    | 7    | 16 | DNF | 9   | 11  | 12  | DNF | 14   | 13  | 15  | DNF | 10  | 9   | 30     |
| 13   | P. di Resta    | Force India-Mercedes | 10  | 10   | 11  | DNF | 12  | 12   | *18* | 14 | 15  | 13  | 7   | 11  | 8   | 6    | 12  | 10  | 13  | 9   | 8   | 27     |
| 14   | J. Alguersuari | Toro Rosso-Ferrari   | 11  | 14   | DNF | 16  | 16  | DNF  | 8    | 8  | 10  | 12  | 10  | DNF | 7   | *21* | 15  | 7   | 8   | 15  | 11  | 26     |
| 15   | S. Buemi       | Toro Rosso-Ferrari   | 8   | 13   | 14  | 9   | 14  | 10   | 10   | 13 | DNF | 15  | 8   | DNF | 10  | 12   | DNF | 9   | DNF | DNF | 12  | 15     |
| 16   | S. Pérez       | Sauber-Ferrari       | DSQ | DNF  | 17  | 14  | 9   | DNS  | PO   | 11 | 7   | 11  | 15  | DNF | DNF | 10   | 8   | 16  | 10  | 11  | 13  | 14     |
| 17   | R. Barrichello | Williams-Cosworth    | DNF | DNF  | 13  | 15  | 17  | 9    | 9    | 12 | 13  | DNF | 13  | 16  | 12  | 13   | 17  | 12  | 15  | 12  | 14  | 4      |
| 18   | B. Senna       | Renault              |     |      |     |     |     |      |      |    |     |     | PO  | 13  | 9   | 15   | 16  | 13  | 12  | 16  | 17  | 2      |
| 19   | P. Maldonado   | Williams-Cosworth    | DNF | DNF  | 18  | 17  | 15  | *18* | DNF  | 18 | 14  | 14  | 16  | 10  | 11  | 11   | 14  | DNF | DNF | 14  | DNF | 1      |
| 20   | P. de la Rosa  | Sauber-Ferrari       |     |      |     |     |     |      | 12   |    |     |     |     |     |     |      |     |     |     |     |     | 0      |
| 21   | J. Trulli      | Lotus-Renault        | 13  | DNF  | 19  | 18  | 18  | 13   | 16   | 20 | DNF |     | DNF | 14  | 14  | DNF  | 19  | 17  | 19  | 18  | 18  | 0      |
| 22   | H. Kovalainen  | Lotus-Renault        | DNF | 15   | 16  | 19  | DNF | 14   | DNF  | 19 | DNF | 16  | DNF | 15  | 13  | 16   | 18  | 14  | 14  | 17  | 16  | 0      |
| 23   | V. Liuzzi      | HRT-Cosworth         | DNQ | DNF  | 22  | 22  | DNF | 16   | 13   | 23 | 18  | DNF | 20  | 19  | DNF | 20   | 23  | 21  |     | 20  | DNF | 0      |
| 24   | J. D’Ambrosio  | Virgin-Cosworth      | 14  | DNF  | 20  | 20  | 20  | 15   | 14   | 22 | 17  | 18  | 19  | 17  | DNF | 18   | 21  | 20  | 16  | DNF | 19  | 0      |
| 25   | T. Glock       | Virgin-Cosworth      | NC  | 16   | 21  | DNS | 19  | DNF  | 15   | 21 | 16  | 17  | 17  | 18  | 15  | DNF  | 20  | 18  | DNF | 19  | DNF | 0      |
| 26   | N. Karthikeyan | HRT-Cosworth         | DNQ | DNF  | 23  | 21  | 21  | 17   | 17   | 24 |     | PO  |     |     |     | PO   | PO  | PO  | 17  |     |     | 0      |
| 27   | D. Ricciardo   | Toro Rosso-Ferrari   | PO  | PO   | PO  | PO  | PO  | PO   | PO   | PO |     |     |     |     |     |      |     |     |     |     |     | 0      |
| 27   | D. Ricciardo   | HRT-Cosworth         |     |      |     |     |     |      |      |    | 19  | 19  | 18  | DNF | NC  | 19   | 22  | 19  | 18  | DNF | 20  | 0      |
| 28   | K. Chandhok    | Lotus-Renault        | PO  |      |     | PO  |     |      |      | PO | PO  | 20  |     | PO  | PO  |      | PO  | PO  | PO  |     |     | 0      |

| Legende  | Legende            | Legende                                                          |
| Farbe    | Abkürzung          | Bedeutung                                                        |
| -------- | ------------------ | ---------------------------------------------------------------- |
| Gold     | –                  | Sieg                                                             |
| Silber   | –                  | 2. Platz                                                         |
| Bronze   | –                  | 3. Platz                                                         |
| Grün     | –                  | Platzierung in den Punkten                                       |
| Blau     | –                  | Klassifiziert außerhalb der Punkteränge                          |
| Violett  | DNF                | Rennen nicht beendet (did not finish)                            |
| Violett  | NC                 | nicht klassifiziert (not classified)                             |
| Rot      | DNQ                | nicht qualifiziert (did not qualify)                             |
| Rot      | DNPQ               | in Vorqualifikation gescheitert (did not pre-qualify)            |
| Schwarz  | DSQ                | disqualifiziert (disqualified)                                   |
| Weiß     | DNS                | nicht am Start (did not start)                                   |
| Weiß     | WD                 | zurückgezogen (withdrawn)                                        |
| Hellblau | PO                 | nur am Training teilgenommen (practiced only)                    |
| Hellblau | TD                 | Freitags-Testfahrer (test driver)                                |
| ohne     | DNP                | nicht am Training teilgenommen (did not practice)                |
| ohne     | INJ                | verletzt oder krank (injured)                                    |
| ohne     | EX                 | ausgeschlossen (excluded)                                        |
| ohne     | DNA                | nicht erschienen (did not arrive)                                |
| ohne     | C                  | Rennen abgesagt (cancelled)                                      |
| ohne     | keine WM-Teilnahme |                                                                  |
| sonstige | P/fett             | Pole-Position                                                    |
| sonstige | 1/2/3/4/5/6/7/8    | Punktplatzierung im Sprint-/Qualifikationsrennen                 |
| sonstige | SR/kursiv          | Schnellste Rennrunde                                             |
| sonstige | *                  | nicht im Ziel, aufgrund der zurückgelegten Distanz aber gewertet |
| sonstige | ()                 | Streichresultate                                                 |
| sonstige | unterstrichen      | Führender in der Gesamtwertung                                   |

### Konstrukteurswertung
| Pos. | Konstrukteur         | Nr. |     |      |     |     |     |      |      |    |     |     |     |     |     |      |     |     |     |     |     | Punkte |
| ---- | -------------------- | --- | --- | ---- | --- | --- | --- | ---- | ---- | -- | --- | --- | --- | --- | --- | ---- | --- | --- | --- | --- | --- | ------ |
| 01   | Red Bull-Renault     | 01  | 1   | 1    | 2   | 1   | 1   | 1    | 2    | 1  | 2   | 4   | 2   | 1   | 1   | 1    | 3   | 1   | 1   | DNF | 2   | 650    |
| 01   | Red Bull-Renault     | 02  | 5   | 4    | 3   | 2   | 4   | 4    | 3    | 3  | 3   | 3   | 5   | 2   | DNF | 3    | 4   | 3   | 4   | 4   | 1   | 650    |
| 02   | McLaren-Mercedes     | 03  | 2   | 8    | 1   | 4   | 2   | 6    | DNF  | 4  | 4   | 1   | 4   | DNF | 4   | 5    | 5   | 2   | 7   | 1   | DNF | 497    |
| 02   | McLaren-Mercedes     | 04  | 6   | 2    | 4   | 6   | 3   | 3    | 1    | 6  | DNF | DNF | 1   | 3   | 2   | 2    | 1   | 4   | 2   | 3   | 3   | 497    |
| 03   | Ferrari              | 05  | 4   | 6    | 7   | 3   | 5   | 2    | DNF  | 2  | 1   | 2   | 3   | 4   | 3   | 4    | 2   | 5   | 3   | 2   | 4   | 375    |
| 03   | Ferrari              | 06  | 7   | 5    | 6   | 11  | DNF | DNF  | 6    | 5  | 5   | 5   | 6   | 8   | 6   | 9    | 7   | 6   | DNF | 5   | 5   | 375    |
| 04   | Mercedes             | 07  | DNF | 9    | 8   | 12  | 6   | DNF  | 4    | 17 | 9   | 8   | DNF | 5   | 5   | DNF  | 6   | DNF | 5   | 7   | 15  | 165    |
| 04   | Mercedes             | 08  | DNF | 12   | 5   | 5   | 7   | 11   | 11   | 7  | 6   | 7   | 9   | 6   | DNF | 7    | 10  | 8   | 6   | 6   | 7   | 165    |
| 05   | Renault              | 09  | 12  | 3    | 12  | 7   | 8   | 8    | DNF  | 10 | 8   | DNF | DNF | 13  | 9   | 15   | 16  | 13  | 12  | 16  | 17  | 73     |
| 05   | Renault              | 10  | 3   | *17* | 9   | 8   | 11  | DNF  | 5    | 15 | 12  | 10  | 12  | 9   | DNF | 17   | 9   | DNF | 11  | 13  | 10  | 73     |
| 06   | Force India-Mercedes | 14  | 9   | 11   | 15  | 13  | 13  | 7    | DNF  | 9  | 11  | 6   | 14  | 7   | DNF | 8    | 11  | 11  | 9   | 8   | 6   | 69     |
| 06   | Force India-Mercedes | 15  | 10  | 10   | 11  | DNF | 12  | 12   | *18* | 14 | 15  | 13  | 7   | 11  | 8   | 6    | 12  | 10  | 13  | 9   | 8   | 69     |
| 07   | Sauber-Ferrari       | 16  | DSQ | 7    | 10  | 10  | 10  | 5    | 7    | 16 | DNF | 9   | 11  | 12  | DNF | 14   | 13  | 15  | DNF | 10  | 9   | 44     |
| 07   | Sauber-Ferrari       | 17  | DSQ | DNF  | 17  | 14  | 9   | DNS  | 12   | 11 | 7   | 11  | 15  | DNF | DNF | 10   | 8   | 16  | 10  | 11  | 13  | 44     |
| 08   | Toro Rosso-Ferrari   | 18  | 8   | 13   | 14  | 9   | 14  | 10   | 10   | 13 | DNF | 15  | 8   | DNF | 10  | 12   | DNF | 9   | DNF | DNF | 12  | 41     |
| 08   | Toro Rosso-Ferrari   | 19  | 11  | 14   | DNF | 16  | 16  | DNF  | 8    | 8  | 10  | 12  | 10  | DNF | 7   | *21* | 15  | 7   | 8   | 15  | 11  | 41     |
| 09   | Williams-Cosworth    | 11  | DNF | DNF  | 13  | 15  | 17  | 9    | 9    | 12 | 13  | DNF | 13  | 16  | 12  | 13   | 17  | 12  | 15  | 12  | 14  | 5      |
| 09   | Williams-Cosworth    | 12  | DNF | DNF  | 18  | 17  | 15  | *18* | DNF  | 18 | 14  | 14  | 16  | 10  | 11  | 11   | 14  | DNF | DNF | 14  | DNF | 5      |
| 10   | Lotus-Renault        | 20  | DNF | 15   | 16  | 19  | 18  | 14   | DNF  | 19 | DNF | 16  | DNF | 15  | 13  | 16   | 18  | 14  | 14  | 17  | 16  | 0      |
| 10   | Lotus-Renault        | 21  | 13  | DNF  | 19  | 18  | DNF | 13   | 16   | 20 | DNF | 20  | DNF | 14  | 14  | DNF  | 19  | 17  | 19  | 18  | 18  | 0      |
| 11   | HRT-Cosworth         | 22  | DNQ | DNF  | 23  | 21  | 21  | 17   | 17   | 24 | 19  | 19  | 18  | DNF | NC  | 19   | 22  | 19  | 17  | DNF | 20  | 0      |
| 11   | HRT-Cosworth         | 23  | DNQ | DNF  | 22  | 22  | DNF | 16   | 13   | 23 | 18  | DNF | 20  | 19  | DNF | 20   | 23  | 21  | 18  | 20  | DNF | 0      |
| 12   | Virgin-Cosworth      | 24  | NC  | 16   | 21  | DNS | 19  | DNF  | 15   | 21 | 16  | 17  | 17  | 18  | 15  | DNF  | 20  | 18  | DNF | 19  | DNF | 0      |
| 12   | Virgin-Cosworth      | 25  | 14  | DNF  | 20  | 20  | 20  | 15   | 14   | 22 | 17  | 18  | 19  | 17  | DNF | 18   | 21  | 20  | 16  | DNF | 19  | 0      |

| Legende  | Legende            | Legende                                                          |
| Farbe    | Abkürzung          | Bedeutung                                                        |
| -------- | ------------------ | ---------------------------------------------------------------- |
| Gold     | –                  | Sieg                                                             |
| Silber   | –                  | 2. Platz                                                         |
| Bronze   | –                  | 3. Platz                                                         |
| Grün     | –                  | Platzierung in den Punkten                                       |
| Blau     | –                  | Klassifiziert außerhalb der Punkteränge                          |
| Violett  | DNF                | Rennen nicht beendet (did not finish)                            |
| Violett  | NC                 | nicht klassifiziert (not classified)                             |
| Rot      | DNQ                | nicht qualifiziert (did not qualify)                             |
| Rot      | DNPQ               | in Vorqualifikation gescheitert (did not pre-qualify)            |
| Schwarz  | DSQ                | disqualifiziert (disqualified)                                   |
| Weiß     | DNS                | nicht am Start (did not start)                                   |
| Weiß     | WD                 | zurückgezogen (withdrawn)                                        |
| Hellblau | PO                 | nur am Training teilgenommen (practiced only)                    |
| Hellblau | TD                 | Freitags-Testfahrer (test driver)                                |
| ohne     | DNP                | nicht am Training teilgenommen (did not practice)                |
| ohne     | INJ                | verletzt oder krank (injured)                                    |
| ohne     | EX                 | ausgeschlossen (excluded)                                        |
| ohne     | DNA                | nicht erschienen (did not arrive)                                |
| ohne     | C                  | Rennen abgesagt (cancelled)                                      |
| ohne     | keine WM-Teilnahme |                                                                  |
| sonstige | P/fett             | Pole-Position                                                    |
| sonstige | 1/2/3/4/5/6/7/8    | Punktplatzierung im Sprint-/Qualifikationsrennen                 |
| sonstige | SR/kursiv          | Schnellste Rennrunde                                             |
| sonstige | *                  | nicht im Ziel, aufgrund der zurückgelegten Distanz aber gewertet |
| sonstige | ()                 | Streichresultate                                                 |
| sonstige | unterstrichen      | Führender in der Gesamtwertung                                   |